# Eilema nigrifrons
Eilema nigrifrons là một loài bướm đêm thuộc phân họ Arctiinae, họ Erebidae.